# タヴシュ地方
タヴシュ地方（Տավուշի մարզ）はアルメニア北東部の地方。中心都市はイジェヴァン。
ジョージアとアゼルバイジャンに接する。アゼルバイジャン領の飛び地が2箇所ある。
面積は3,120km²。人口は121,963人（2001年）。

## 都市
行政の中心イジェヴァンのほかに、ディリジャン、ベルド、ノエンベリャンなどの都市がある。

## 下位行政区分
24のコミュニティがある。
1. ツァグカヴァン（イジェヴァン地区）
2. アザタムト
3. アクナグビュル
4. アチャルクト
5. アイゲホヴィト
6. アイルム地区
7. アチャジュル
8. ベルト地区
9. ベルカベル
10. ガンザカル
11. ゲタホヴィト
12. ディリジャン地区
13. ディタヴァン
14. イェノカヴァン
15. イジェヴァン
16. ルサホヴィト
17. ルサゾル
18. ハシュタラク
19. キランツ
20. コグブ地区
21. ノエンベリャン地区
22. サリギュグ
23. セヴカル
24. ヴァザシェン